# Il suono del mondo a memoria
Il suono del mondo a memoria è un fumetto del 2016, primo romanzo grafico e prima pubblicazione a colori di Giacomo Bevilacqua, autore già noto per le strisce di A Panda piace.

## Storia editoriale
L'autore, di ritorno da un soggiorno di un anno a New York dove ha vissuto nell'East Village di Manhattan, volendo trasporre su carta le sue esperienze, ha trovato difficile esprimere la poliedricità della città con il solo bianco e nero. Per allontanarsi il più possibile dal cliché di una metropoli triste e poco empatica, cui la televisione e i film ci hanno abituato, ha deciso di affidare al colore il compito di documentare le molte sensazioni vissute e le molte sfaccettature di New York.
L'opera è stata pubblicata in Italia nel 2016, tradotta in Francia con il titolo di Manhattan murmures, e negli Stati Uniti come The Sound of the World by Heart dove è stata annoverata dalla rivista Forbes tra i dieci migliori romanzi grafici pubblicati in questo paese nel 2017.

## Trama
La storia, sviluppata con una tecnica narrativa simile al flusso di coscienza, vede come protagonista un introverso fotoreporter, reduce da un grande dolore, impegnato in un esperimento sociale a New York: per due mesi dovrà vivere nella "Grande Mela" senza mai parlare con nessuno; l'esperimento sarà l'oggetto di un servizio giornalistico.
Samuel "Sam" Page porta avanti con caparbietà il progetto, riducendo al minimo i contatti con gli altri, ma la scoperta che in tutte le fotografie scattate compare una misteriosa donna con i capelli rossi, La ricerca della ragazza e il tentativo di risolvere il mistero sul fatto che la donna appaia a colori nelle foto in bianco e nero, spingerà Sam a interagire con gli altri allontanandosi dalla routine dietro alla quale si era nascosto e che lo proteggeva da un dolore difficile da superare.

## Edizioni
- Giacomo Bevilacqua, Il suono del mondo a memoria, Milano, Bao Publishing, 2016, ISBN 978-88-6543-717-9.
- (FR) Giacomo Bevilacqua, Manhattan murmures, Vent d'Ouest, 2017, ISBN 978-2-7493-0845-6.
- (EN) Giacomo Bevilacqua, The Sound of the World by Heart, Lion Forge, 2017, ISBN 978-1-941302-38-5.